# Dél-Dakota
Dél-Dakota (angolul South Dakota, IPA: [ˌsɑʊθ dəˈkoʊtə] kiejtéseⓘ) az Egyesült Államok 40. tagállama, és annak középnyugati részén található. A terület 1889. november 2-án, Észak-Dakotával együtt csatlakozott az Egyesült Államokhoz.
Az állam délnyugati részén emelkednek a Black Hills (Fekete-hegyek) lankás, fenyvesekkel borított ormai. A régió nagy jelentőséggel bír az indiánok leszármazottai számára (vallási értelemben) éppúgy, mint a turisták számára. Itt található a Rushmore-hegy is, ami az állam jelképe, és legismertebb helye is egyben.
Az államra egész története során a vidéki életmód és a kiterjedt mezőgazdaság volt jellemző és ennek megőrzése érdekében sok állami program ösztönzi a vidéki lakosságot. Bár az államban igen jelentős és kiterjedt a megművelt területek aránya, ez az Egyesült Államok egyik legkisebb népsűrűségű területe.
Az állam központjában található a főváros, Pierre, míg a legnagyobb város a 150 000 lakosú Sioux Falls.

## Neve
Nevét a két őslakos indián törzs, a lakota, és a dakota (Sioux, magyarul sziúk) után kapta.

## Földrajz
Dél-Dakota az Egyesült Államok középső északi részén helyezkedik el. Annak ellenére, hogy a Great Plains régiója nagy területet foglal el, az államot a Közép-Nyugathoz sorolják. Ugyanakkor Dél-Dakotát az Államok nyugati államának is tekintik. Határai északon Észak-Dakota, keleten Iowa, délen Nebraska, nyugaton Wyoming és Montana.
A Missouri folyó középen szeli ketté az állam területét. A folyótól keletre gleccserek által lecsiszolt alacsony dombok láthatók, melyek megművelésre alkalmasak. A folyó nyugati oldalán hullámos alföld terül el, amelynek része a kanyon.
Teljes területét tekintve (199 905 km²) a tizenhetedik legnagyobb állam. Az Egyesült Államok földrajzi középpontja, (Alaszkát és Hawaiit is beleértve) 27,36 km-re Castle Rocktól nyugatra van Butte megyében.

### Területi egységek
Dél-Dakota négy földrajzi egységre oszlik. Ezek a Drift Prairie, a Dissected Till Plains, a Great Plains és a Black Hills.
A Drift Prairie az állam keleti felének legnagyobb hányadát foglalja el. Ezek alacsony dombok gleccser tavakkal tarkítva. Ezt a vidéket a korai francia telepesek Coteau des Prairies, azaz préri domboknak nevezték, melynek keleti határát a Minnesota folyó völgye (Minnesota River Valley) alkotja, a nyugati határa pedig a James folyó medencéje (James River Basin).
A James River Basin követi az északról délre tartó James folyót, s felszíne többnyire lapos.
A felszabdalt Till Plains Dél-Dakota délkeleti sarkában fekszik. Ez a terület dimbes-dombos, s több kisebb folyó szalad rajta.
A Great Plains Dél-Dakota nyugati részén van, s a teljes területének mintegy kétharmad részét foglalja el.
A Coteau de Missouri dombok és völgyek a Drift Prairie és a Missouri folyó között fekszik.

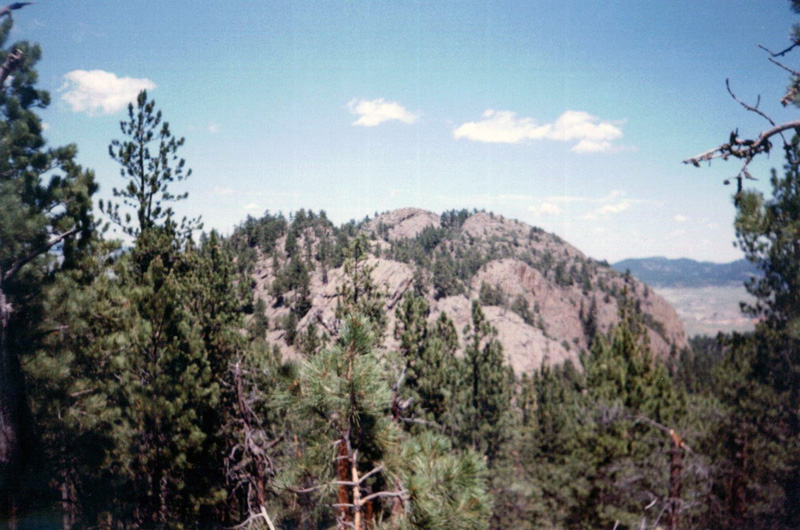
Black Hills

A föld felszíne a Missouri folyótól nyugatra jobban és jobban felszabdalt, amelyet dombok, alföldek kanyonok és meredek lapos tetejű dombok alkotnak. Ezek a lapos tetejű dombok néha 120-180 méter magasra is emelkednek. Délen a Black Hill-től keletre fekszik Dél-Dakota Badkands Nemzeti Parkja.
A Black Hills az állam délnyugati részén húzódik és átnyúlik Wyoming területére. Ezek az alacsony hegyek 15 500 km² területet foglalnak el. Egyes részei elérik a 600-1 200 méter magasságot. Legmagasabb pontja, amely egyben az állam legmagasabb pontja is, a Harney Peak. Tengerszint feletti magassága 2 207 méter. A Black Hills gazdag ásványi anyagokban; arany, ezüst, réz és ólom bányákat tártak it fel. Itt találhatjuk a Homestake bányát, az Egyesült Államok legnagyobb aranybányáját. A bányát bezárták és egy földalatti tudományos laboratóriumot építettek az aknáiba.

### Ökológia

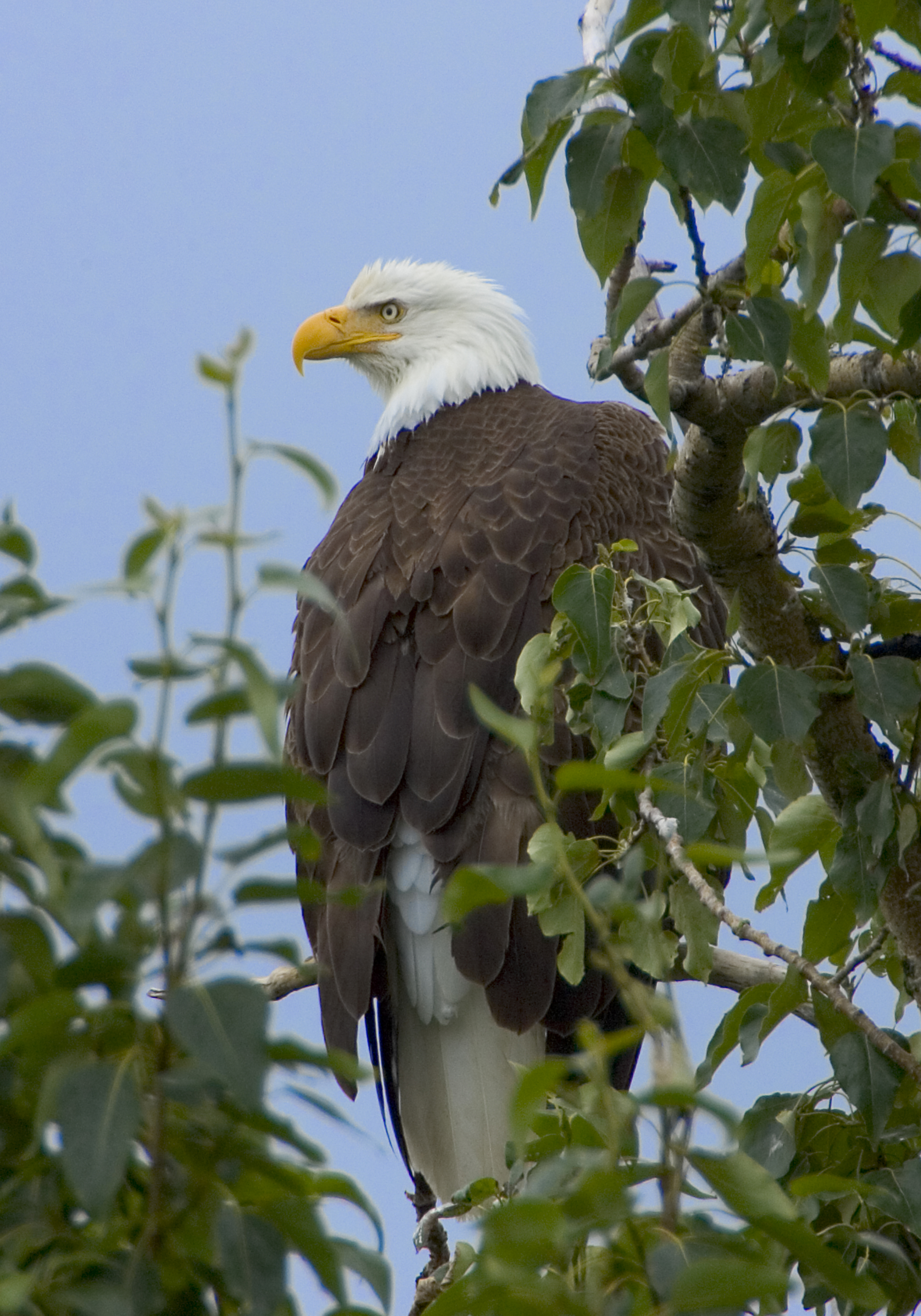
Fehérfejű rétisas

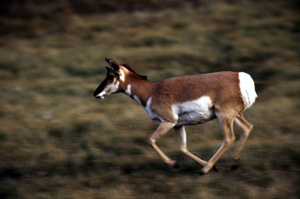
Egy villásszarvú antilop Wind Cave National Park-ban

Dél-dakota túlnyomó része, a Back Hills kivételével füves terület. A füves területet a folyó közelében lombhullató fák, mint például az amerikai nyárfa, szilfa, fűzfa tarkítják. Ezen a területen élő emlősök közé tartozik az amerikai bölény, a szarvas, a villásszarvú amerikai antilop, a prérifarkas és a prérikutya.
Madárvilága jellegzetes és gazdag. Itt fészkel a Kínából származó gyűrűs nyakú fácán, amely az állam szimbólumai közé tartozik. A már-már kihalásra ítélt fehérfejű rétisas állomány végre növekvő tendenciát mutat, s elterjedt az egész állam területén. Kedvelt fészkelőhelye a Missouri folyó környéke. Folyóiban, tavaiban szintén sokfajta hal van. Ilyenek a süllő, ponty, csuka, és pisztrángsügér. A Black montain ökológiája a magasságnak és a magasabb csapadéknak megfelelően változik. A dombokat sűrű fenyőerdő borítja. Különböző fenyőfák között megtaláljuk az amerikai ponderosa fenyőt, és a lucfenyőt. Csakúgy mint a növényvilága, az állatvilága is különböző. Erdei otthont adnak a sokféle szarvasfajtának, az amerikai jávorantilopnak, a nagyszarvú juhnak, a hegyi kecskének, hegyi oroszlánnak és még sok más kisebb emlősállatnak, sebes folyású folyóiban honos a pisztráng.

### Folyók, tavak

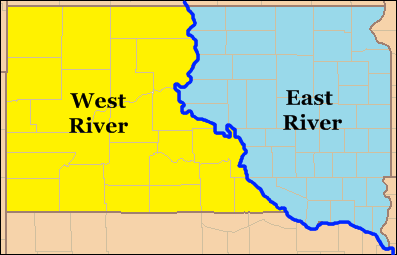
Missouri folyó kettéosztja Dél-Dakotát

A Missouri folyó az Államok legnagyobb és a leghosszabb folyója. A Missouri nemcsak földrajzi, hanem szociális, politikai, kulturális válaszvonal is Dél-Dakotában. A folyótól nyugatra eső területeket West River-nek, a keletre eső területeket East River-nek hívják. A West River területe sokkal szárazabb, s gazdasága főként a turizmustól és a farmoktól függ. Politikai beállítottsága konzervatív. Az East River oldal sokkal sűrűbben lakott, gazdaságát sokkal inkább a mezőgazdaság alapozza meg, s a politikai beállítottsága sokkal liberálisabb.
Más fontos folyók a Cheyenne, a James, a Big Sioux, és a White.
Sok természetes tó található többnyire az állam keleti részén. Emellett sok mesterséges víztározót létesítettek a Missouri folyón: ilyenek a Lake-tó, Sharpe-tó, Francis Case-tó, és a Lewis and Clark-tó.

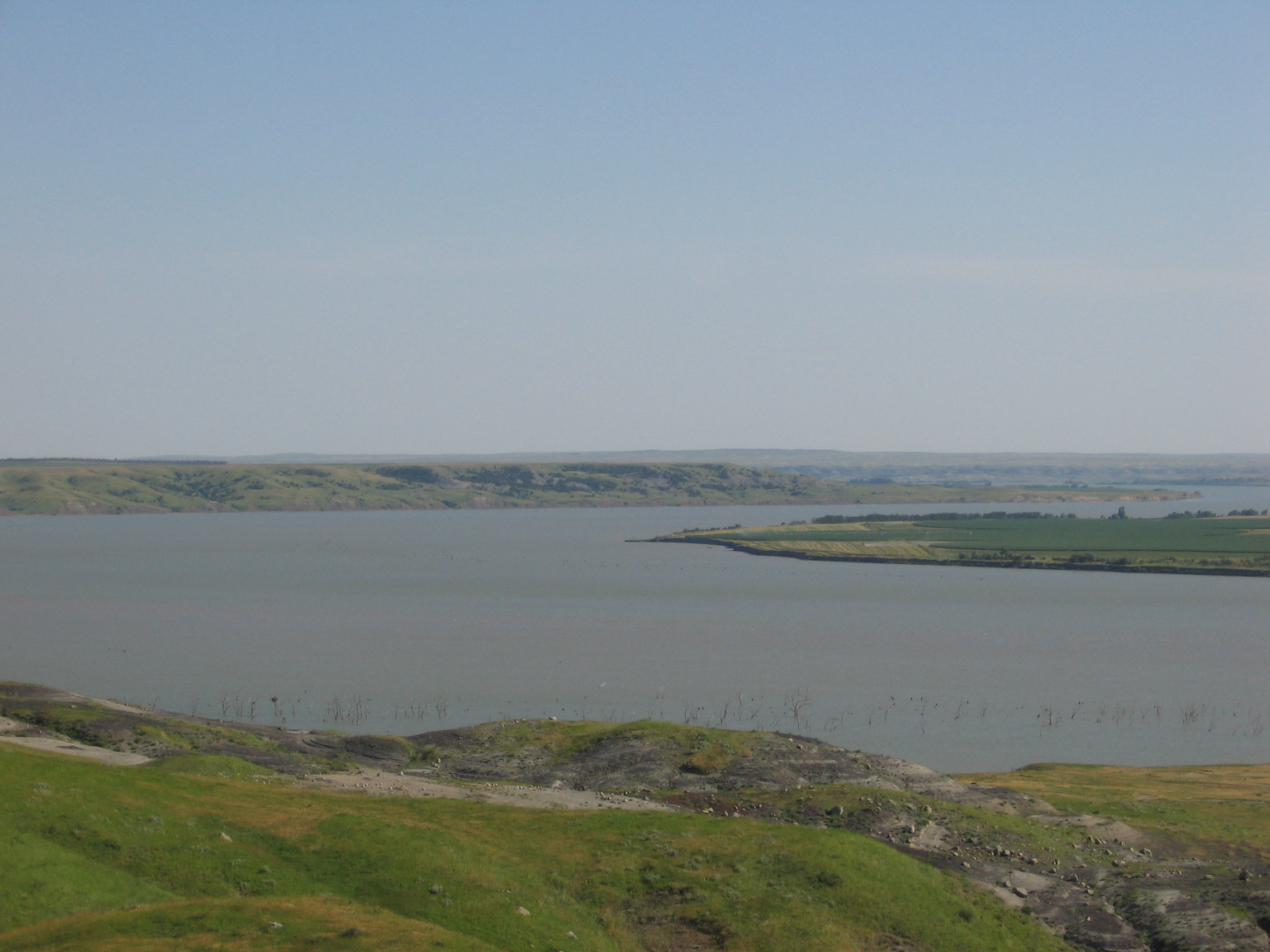
Missouri folyó
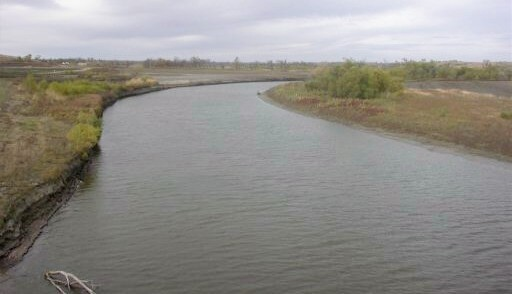
James folyó
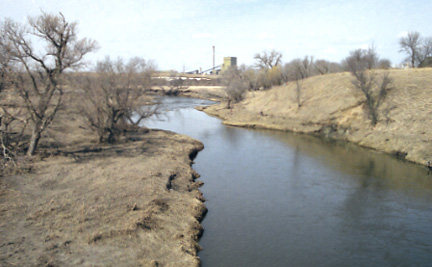
Whetstone folyó
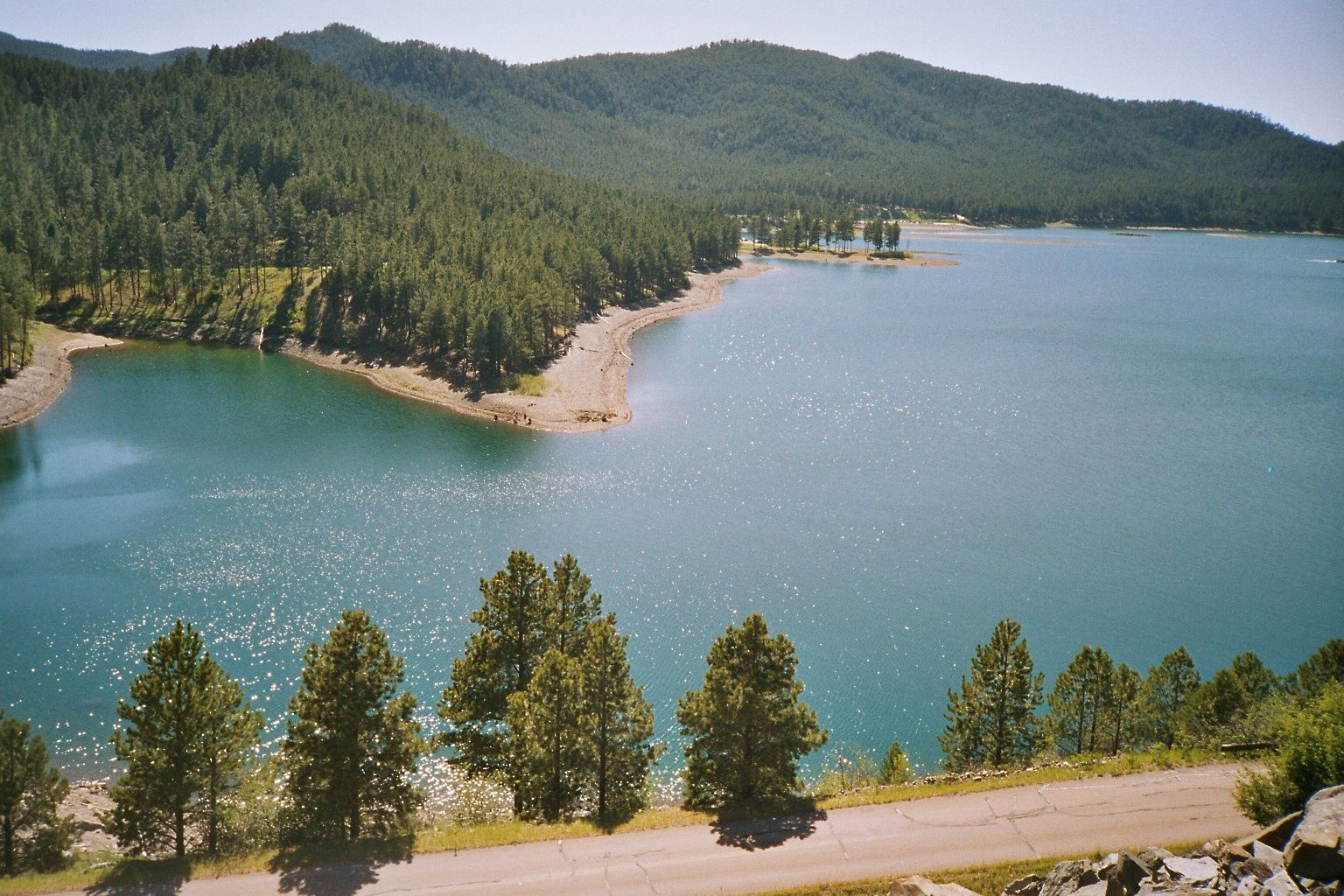
Pactola-tó

### Éghajlat
Dél-Dakota éghajlata szárazföldi, ahol a négy évszak váltakozik. A tél nagyon hideg, s a nyár forró. A nyár folyamán az átlagos nappali hőmérséklet 32,2 °C, de éjszakára lehűlhet 15,5 °C-ra is. Nem szokatlan a forró száraz nyár, s a hőmérő higanyszála felszaladhat 38 °C-ra, s a hőség megrekedhet napokig, sőt hetekig. A téli átlagos nappali hőmérséklet -12,2 °C az egész állam területén.
A csapadék eloszlása az állam területén különböző. Az északnyugati részen az átlagos évi csapadék mennyisége 381 mm, míg a délkeleti részén 635 mm. Egy kis részén az államnak, Lawrence megye környékén 762 mm átlagos mennyiségű csapadékot mértek.
A nyár gyakran tarkított viharokkal erős szél kíséretében. Előfordul, hogy az erős szél jégesőt hoz. A keleti területeken a tornádó is előfordulhat, amely része az ún. „tornádófolyosónak” (tornado alley). Évente átlagosan 23 tornádót jegyeznek fel. A tél valamivel kiszámíthatóbb, de előfordulhat hó- és jégvihar.

## Történet

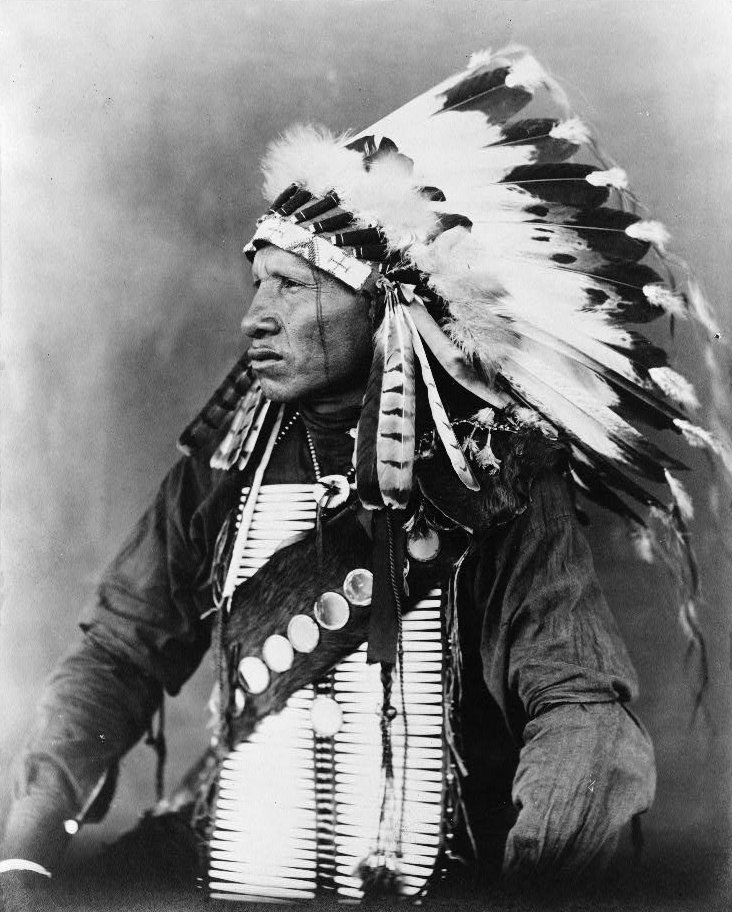
Red Bird sziú indián főnök

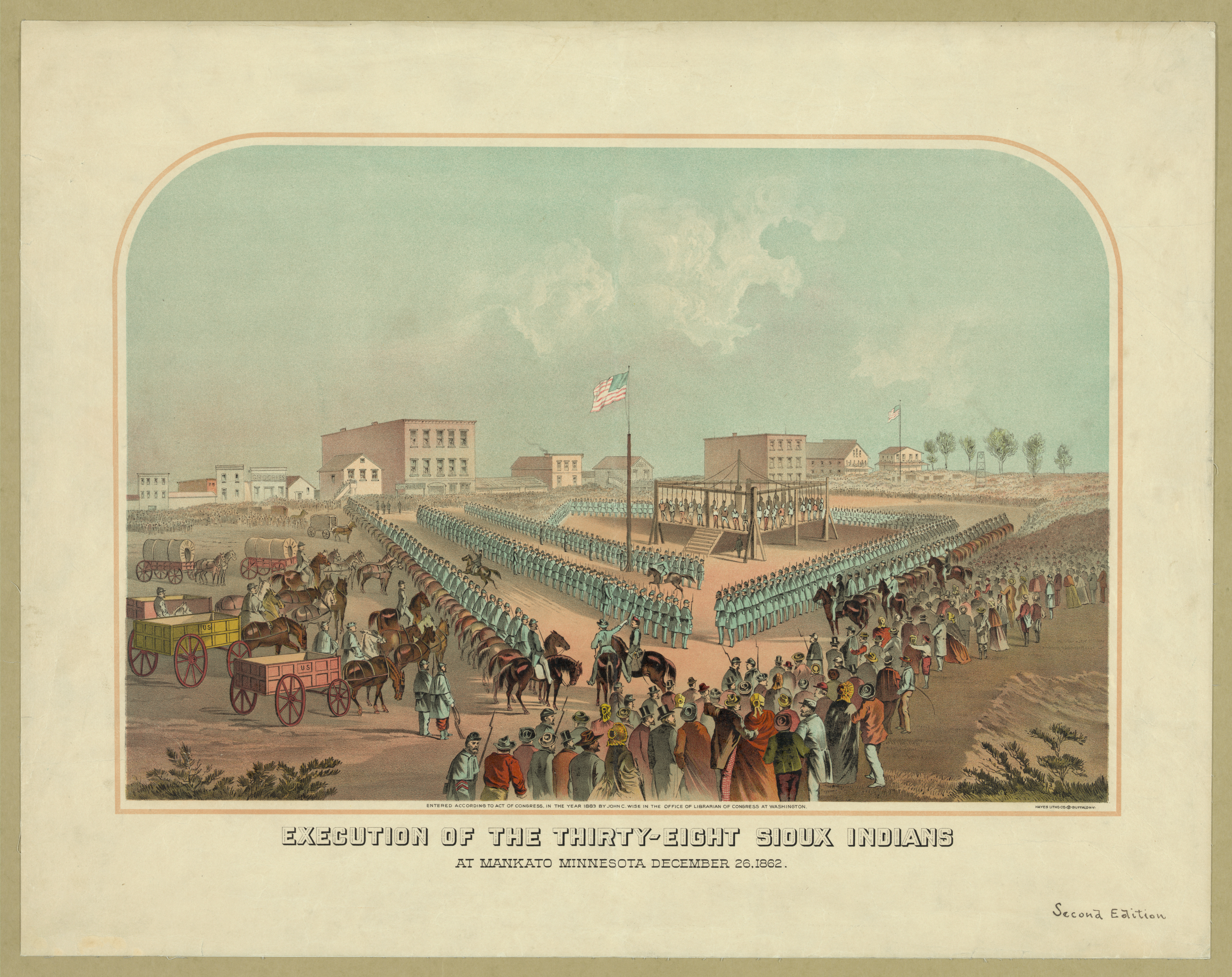
Sziú indiánok tömeges kivégzése az 1862-es sziú felkeléskor, Mankato, Minnesota

Dél-Dakotát már jó pár ezer éve lakják emberek. Bár a franciák és más európai felfedezők több települést (például: Omaha, Arikara [Ree]) is létrehoztak itt az 1700-as években, egészen 1800-as évek elejéig a sziú indián törzs volt az uralkodó (dakoták, lakoták és nakoták). 1743-ban a LaVerendyre, a mai Pierre városának határában kikiáltották, hogy a terület Franciaországé, és új Franciaországhoz csatolták.
1803-ban az Egyesült Államok megvásárolta a területet Bonaparte Napóleon első konzultól, és az új elnök Thomas Jefferson egy expedíciót szervezett az új területek feltérképezésére (Lewis and Clark expedíció). 1817-ben egy prémkereskedő megalapította az első állandó amerikai települést, a Fort Pierre-t (Pierre erőd). 1855-ben az Egyesült Államok hadserege megvásárolta az erődöt, de a következő évben magára hagyták azt (ahogyan délebbre a Randall erődöt is). A következő években gyorsan nőtt az európai települések száma, majd 1858-ban a sziúk az 1858-as egyezmény aláírásával átengedték a területet az Egyesült Államoknak.
Napjaink két legnagyobb települését: Sioux Fallst és Yanktont telekspekulánsok alapították 1856-ban és 1859-ben. 1861-ben a kormány megalapította a Dakota területként ismert részt, ami a mai Észak- és Dél-Dakotát, valamint Montana és Wyoming állam egyes területeit fedte le. Miután a transzamerikai vasútvonal keleti szárnya elérte Yankton városát, megnőtt az európai telepesek beáramlása, ami tovább fokozódott, amikor egy George A. Custer által vezetett katonai expedíció 1874-ben aranyat talált Black Hillsben. Ennek következményeként született meg a Fort Laramie-i egyezmény (1868), melyben a sziúk átadták a még birtokukban lévő területeket a telepeseknek. Miután a sziúk megtagadták a Black Hills-beli bányászat jogát, háború tört ki köztük és az Egyesült Államok hadserege között (ugyanis a hadsereg nem volt képes meggátolni a bányászok beözönlését a területre). Végül a sziúk vereséget szenvedtek, és csak pár településük maradt meg Észak- és Dél-Dakotában.
A térség Észak- és Dél-Dakotára való kettészakadását az egyre növekvő népesség okozta (mint Montana és Washington állam esetében). Az ezt megerősítő tárgyalások 1889. február 22-én kezdődtek Grover Cleveland vezetése alatt, akitől később Benjamin Harrison vette át a feladatot, aki 1889. november 2-án beléptette a két államot az unióba. Harrison utasította James G. Blaine államtitkárt, hogy keverje össze a papírokat, nehogy kiderüljön, hogy ő írta alá először.
1890. december 29-én a Szellemtánc (Ghost Dance) nevű sziú vallási mozgalom ellen elkövetett Wounded Knee-patak melletti mészárlás során, ami a Pine Ridge indián rezervátumban történt, körülbelül 300 sziú (köztük sok asszony és gyermek) és 25 amerikai katona halt meg. Ez volt az utolsó nagyobb fegyveres összecsapás a sziúk és az amerikaiak között.
Az 1930-as években több gazdasági és környezeti tényező hatására az állam katasztrofális helyzetbe került. A kevés eső, a magas hőmérséklet, valamint a túlművelés hatására az egész állam és még több szomszédos középső állam is egy nagy porkatlanná vált (ez a név, angolul Dust Bowl, maradt meg a köztudatban is). A felső talajréteget felkapta a szél, és hatalmas porviharok száguldottak át az egész államon, elpusztítva még több ültetvényt. Ennek és a kényszerárverezéseknek eredményeként az állam mély recesszióba süllyedt, és sok dakotai végleg elhagyta a területet (1930 és 1940 között a lakosság majdnem 7%-kal csökkent).
A gazdasági stabilitás 1941-ben tért vissza, amikor az Egyesült Államok belépett a II. világháborúba, ugyanis megerősödött a kereslet a mezőgazdasági termékek iránt. 1944-ben a Pick–Sloan-tervben (ami az 1944-es folyamrendezési terv része volt) a kongresszus hat gátat emeltetett a Missourin, amiből négy található Dél-Dakotában. A gátak további lehetőségeket teremtettek a helyiek számára (vízerőművek, horgászat, csónakázás).
Napjainkban Dél-Dakota a tisztán mezőgazdaságon alapuló gazdaságról áttért egy sokkal összetettebb gazdasági rendszerre. A turizmus is egyre növekvő arányt mutat, amióta 1960-ban Black Hillst bevonták az ország turisztikai vérkeringésébe. A pénzügyi szolgáltatások fejlődését jól példázza, hogy a Citibank hitelközpontját 1981-ben New Yorkból Sioux Fallsba helyezte át (példáját azóta több cég követte). A 2007-ben bezárt Lead közeli Homestake aranybánya lett egy új föld alatti kutatóintézet helyszíne. A növekvő népesség és a fejlődő pénzügyi lehetőségek ellenére a mezőgazdaság továbbra is stagnál, és a vidéki lakosság egyre inkább elöregszik (mivel a jobban iskolázott fiatalság a nagyobb városokba, államokba költözik).

## Népesség

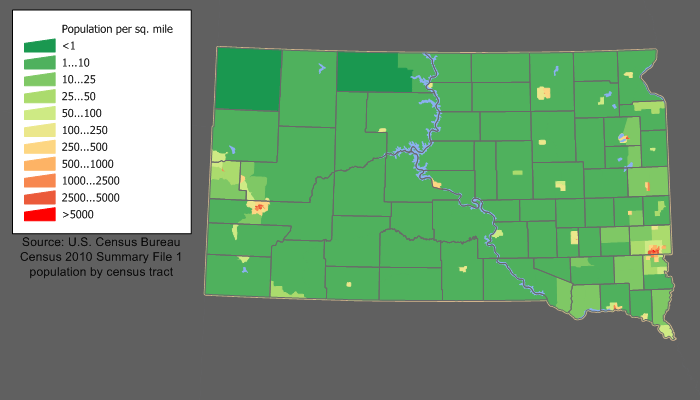
Dél-Dakota népsűrűségi térképe

U.S. Census Bureau 2005. évi felmérése alapján Dél-Dakota lakossága 775 933 fő volt, amely az előző évhez viszonyítva (5 312 fő) 0,7%-os növekedést mutat. Az előző évet a 2000-es évvel összevetve a lakosság növekedési aránya (21 093 fő) 2,8%. Ez tükrözi a természetes növekedés arányát is, ahol a születések száma 56 247 fő, a halálozások száma 37 048 fő volt. A népességvándorlás is eredményezett némi növekedést. Az ország határain túlról érkezők száma 3957 fő volt, s az országon belülről letelepedettek száma 735 fő volt. Dél-Dakota teljes lakosságának 6,8%-a 5 éven aluli, 26,8%-a 18 év alatti 14,3%-a 65 éves vagy idősebb. A nők aránya 50,4%. A lakosság Buffalo megyében tömörül, melynek székhelye Gannvalley.

### Rassz és származás

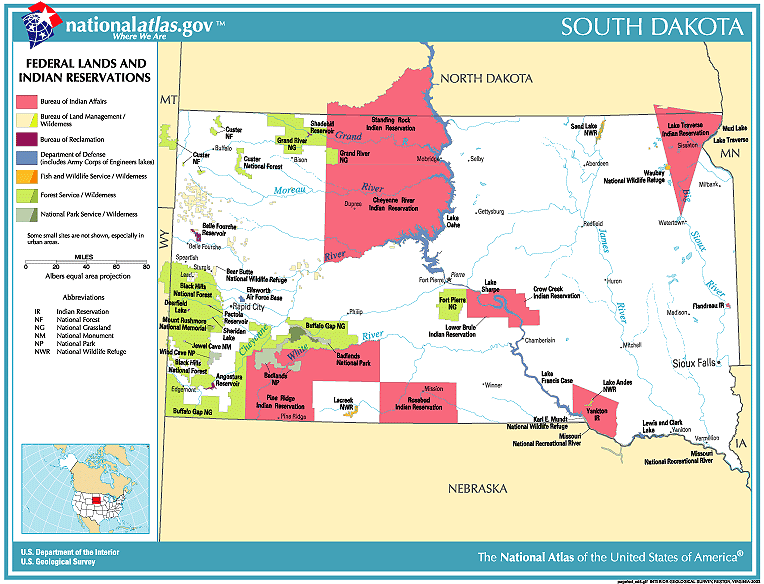
Dél-Dakota indián rezervátumai

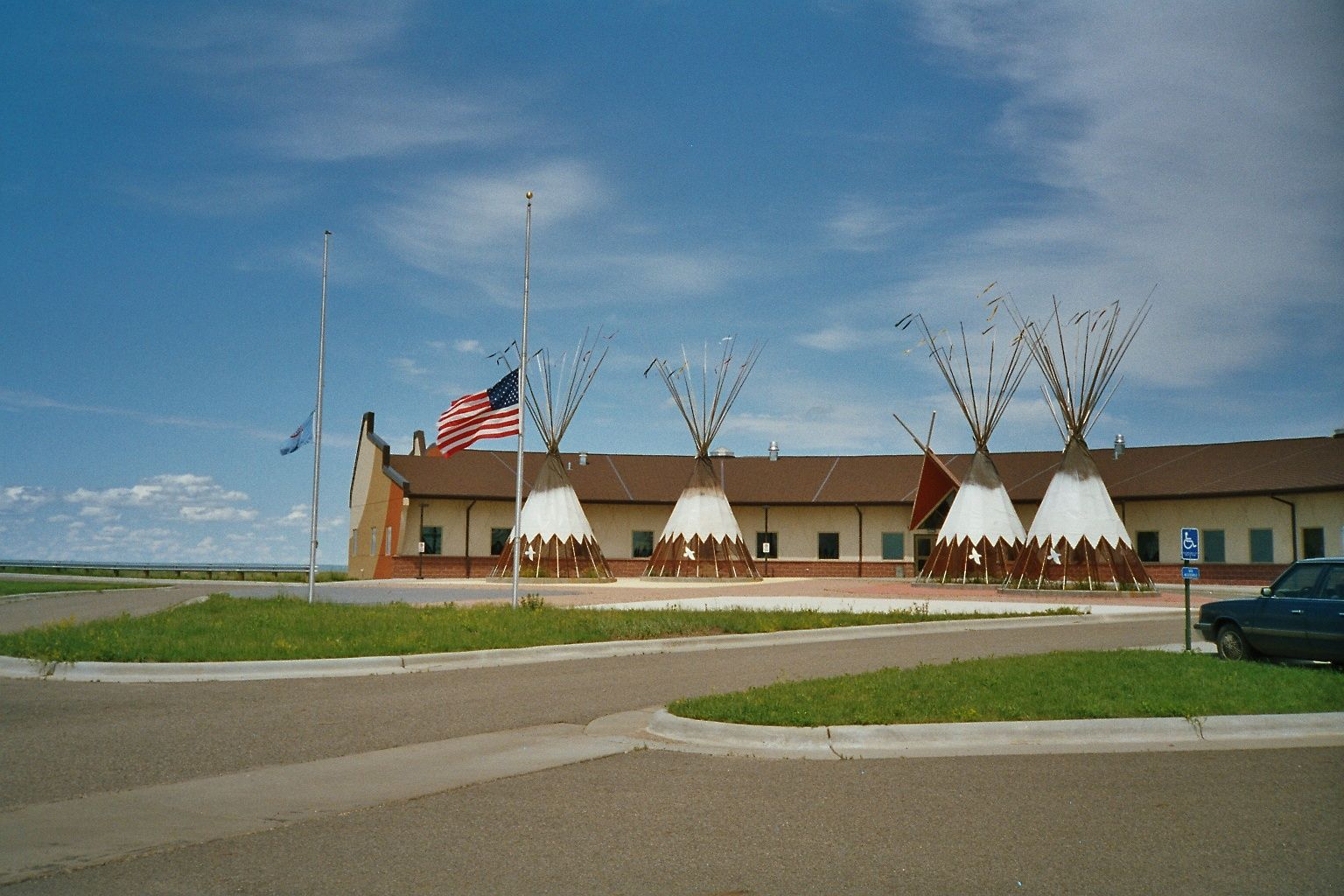
Lakota indián rezervátum

A 2005. évi becslések alapján a lakosság 88,5%-a fehér, 8,8%-a őslakos amerikai indián, vagy alaszkai, 2,1%-a hispániai vagy spanyol, 0,8%-a afroamerikai, 0,7%-a ázsiai leszármazott, 2,1% kettő vagy több rassz keveréke.
Az öt legnagyobb etnikai csoport származás szerint a német 40,7%, a norvég 15,3%, az ír 10,4%, az őslakos amerikai indián 8,3% és az angol 7,1%.
A német-amerikai a legnagyobb származási csoport az állam legtöbb részében. Az amerikai indián lakosság legfőképpen a lakota, dakota, és nakota (sziú) csoporthoz tartozik. Dél-Dakotának van a negyedik legnagyobb indián lakossága Alaszka, Oklahoma és Új-Mexikó után.

### Legnagyobb városok

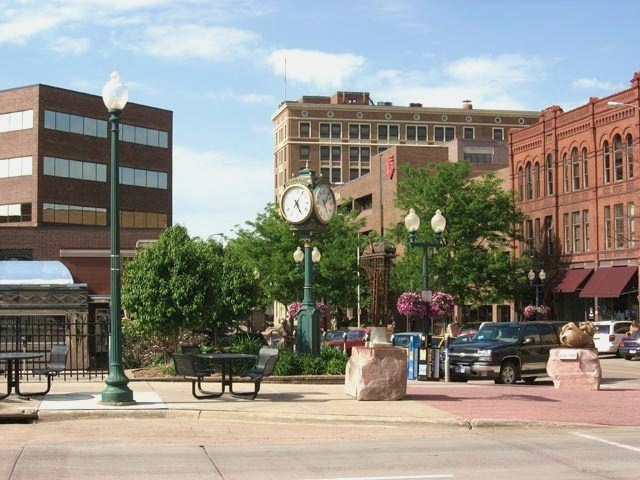
Sioux Falls

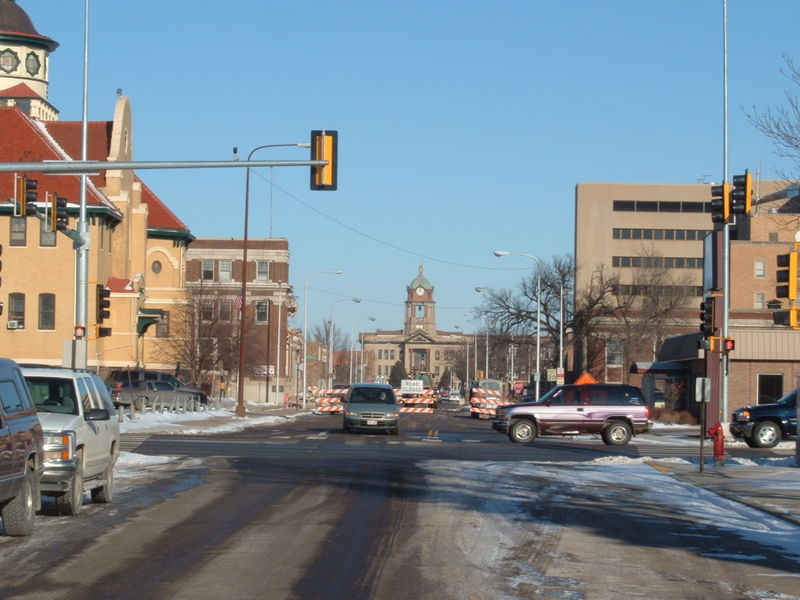
Aberdeen

A település neve után a lakosság száma következik (2005, fő).
- Sioux Falls – 140 335
- Rapid City – 61 888
- Aberdeen – 23 667
- Watertown – 20 185
- Brookings – 18 216
- Mitchell – 14 741
- Pierre – 13 879
- Yankton – 13 410
- Huron – 11 026
- Vermillion – 10 009

## Közigazgatás

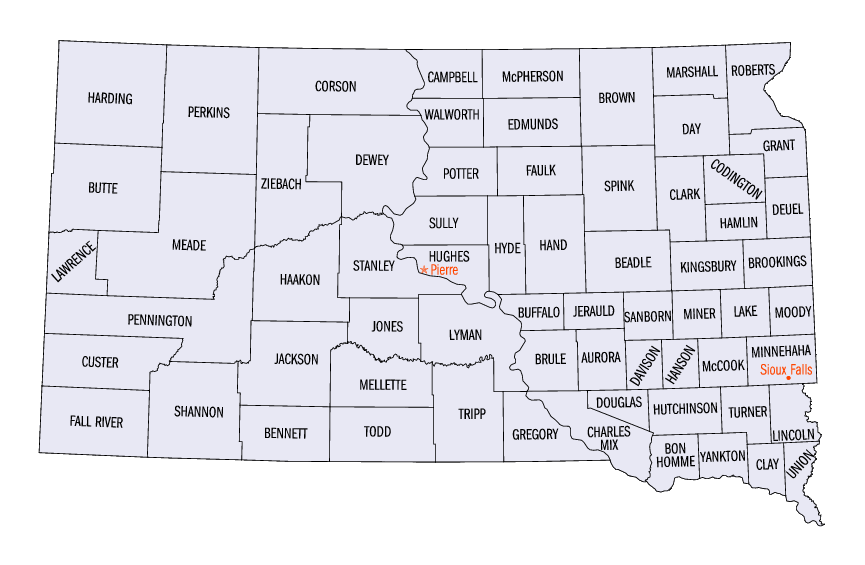
Dél-Dakota megyéi

Az állam 66 megyéből áll.

## Nevezetességek

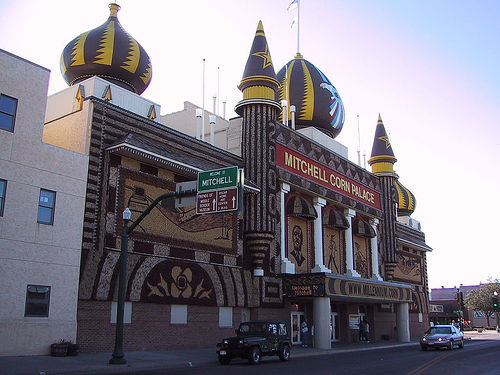
Kukorica palota, Mitchell
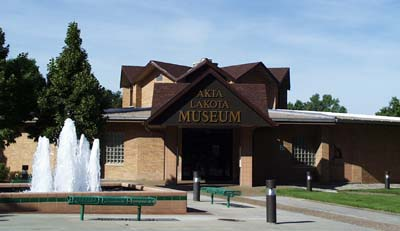
Akta Lakota múzeum
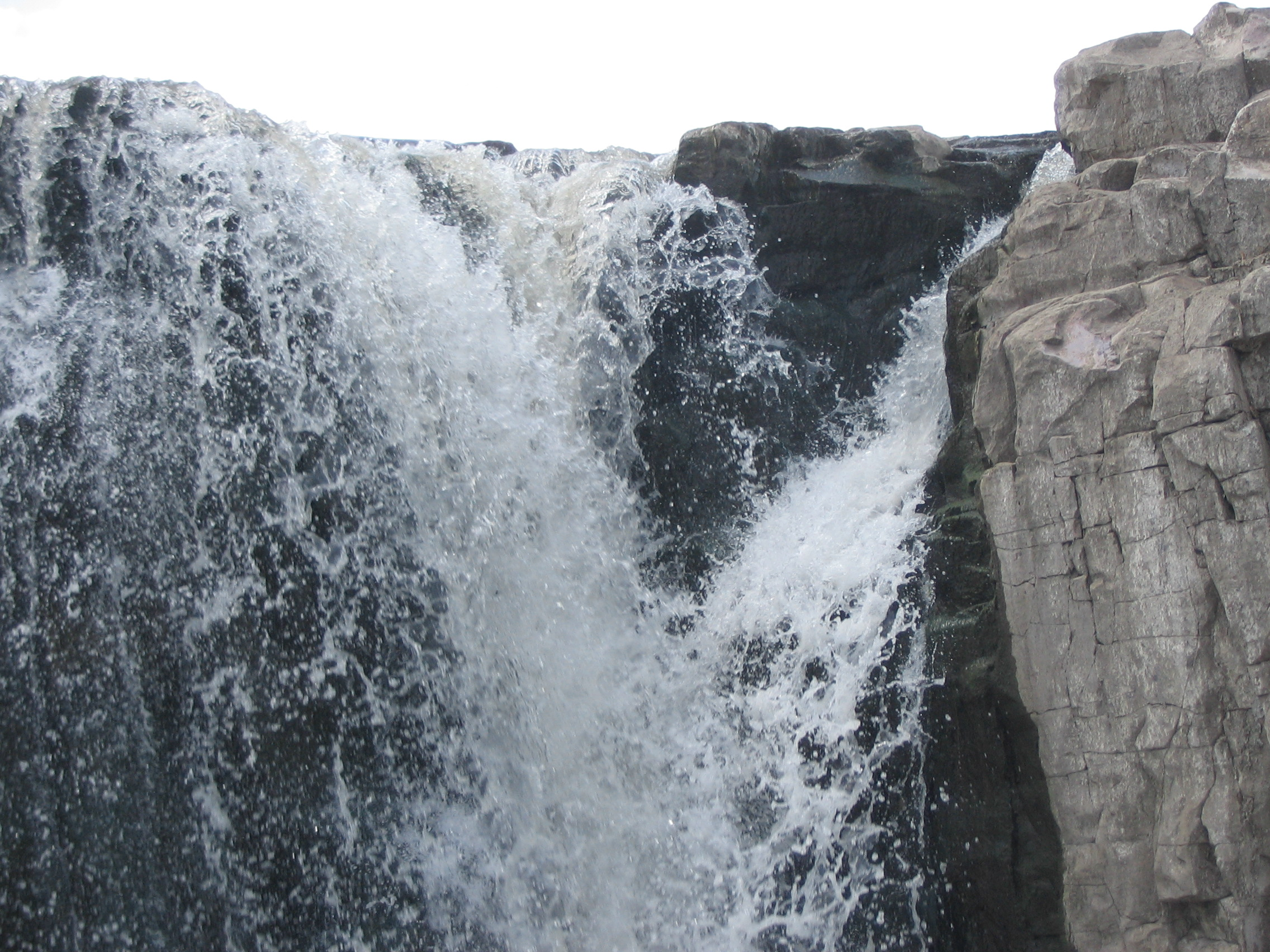
Sioux vízesés
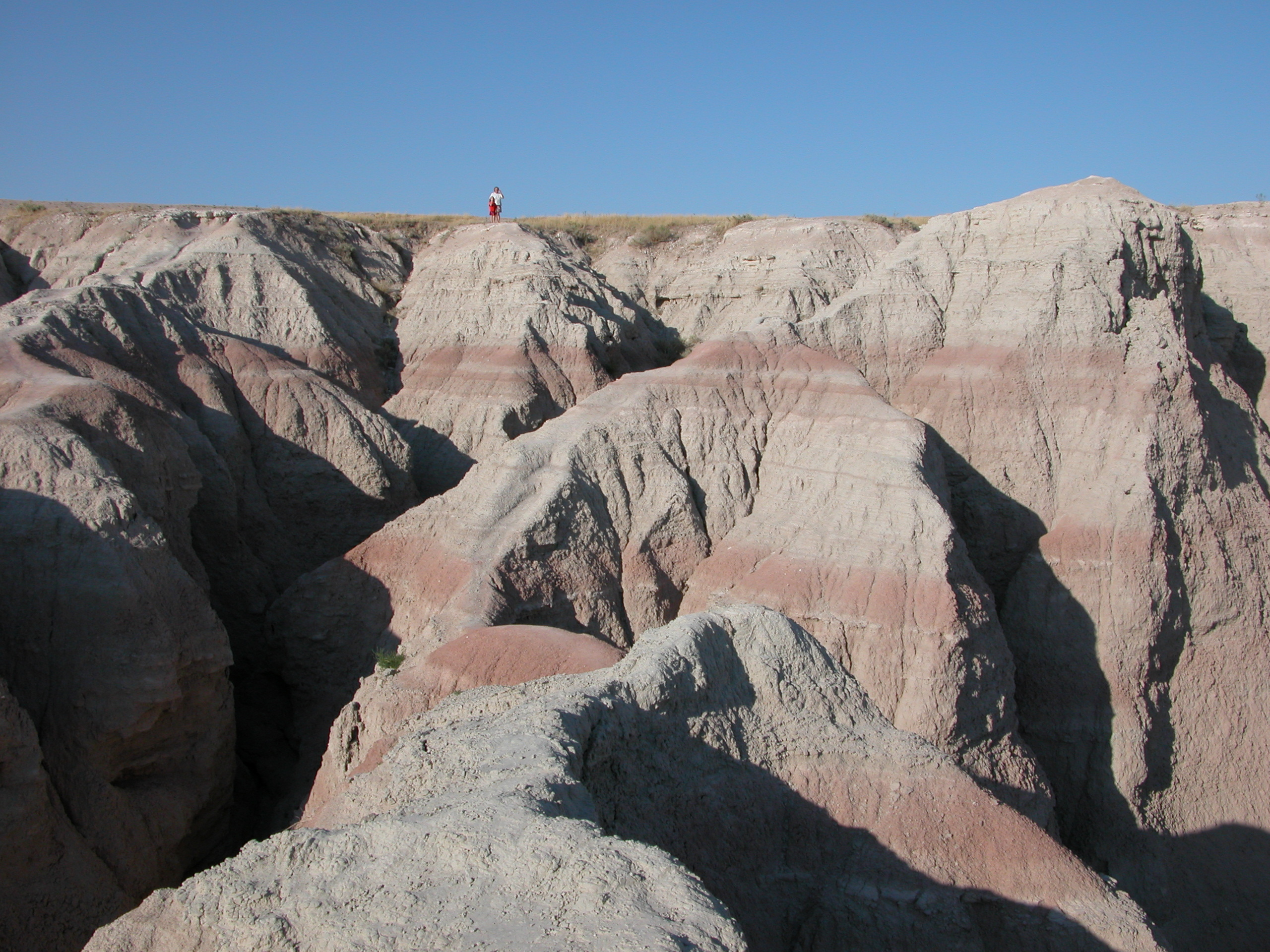
Badlands Nemzeti Park
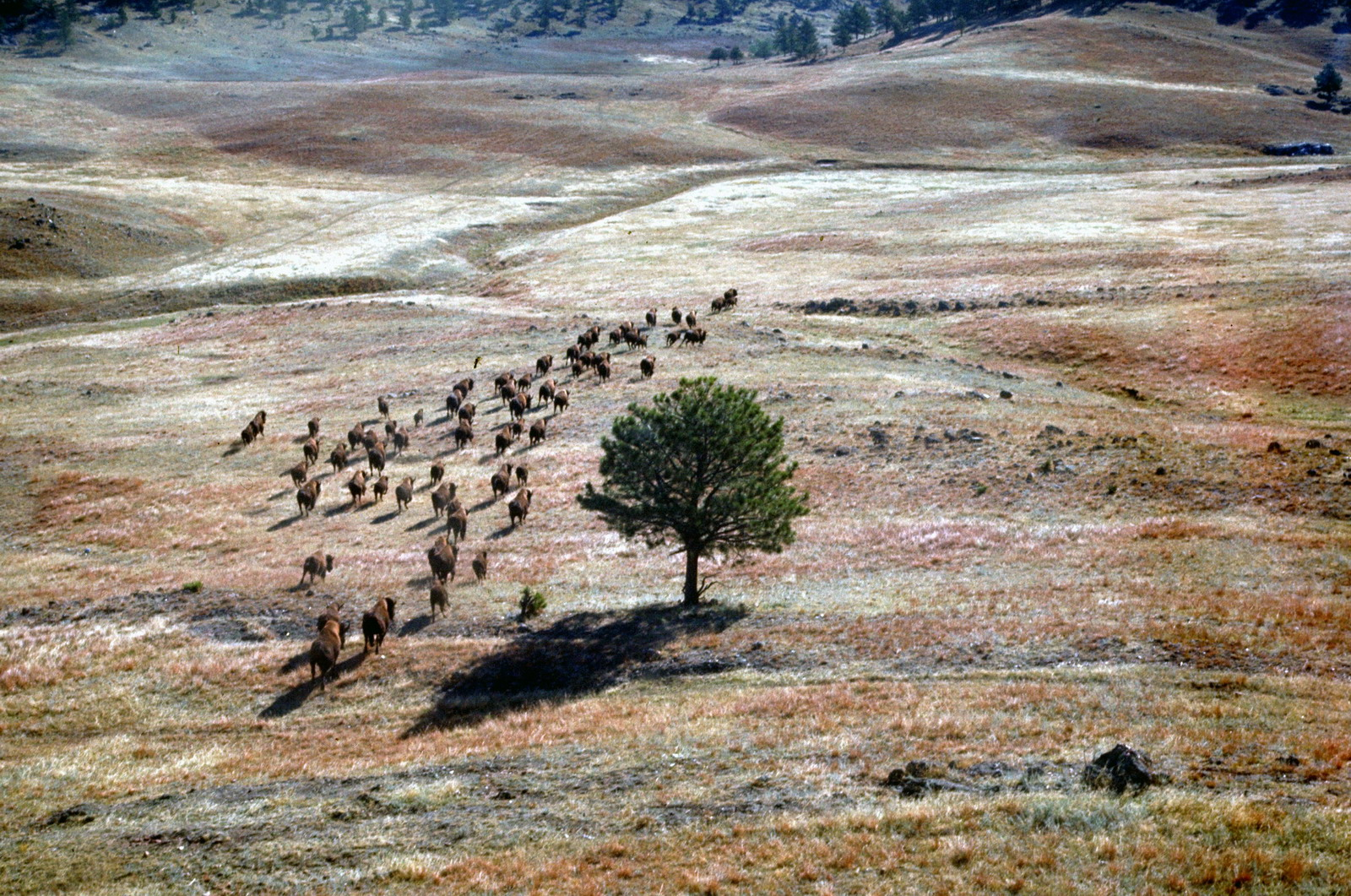
Wind Cave Nemzeti Park
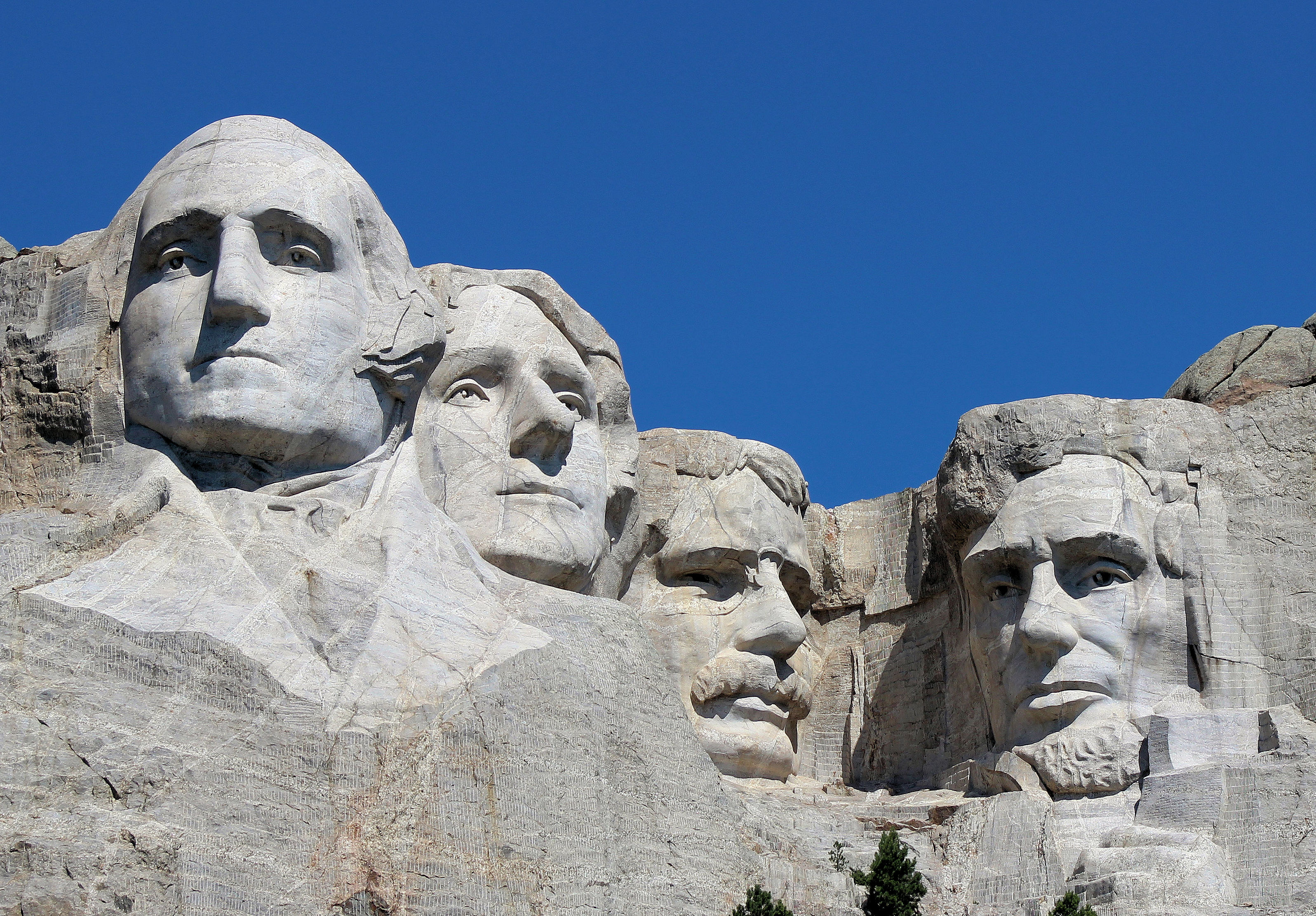
Mount Rushmore Memorial
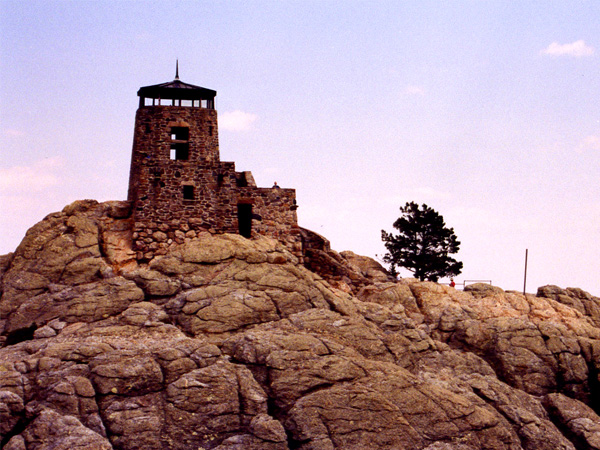
Harney Peak Fire Tower